# 柳田將洋
柳田將洋（日语：／ Masahiro Yanagida，1992年7月6日—），出生於日本東京都江戶川區，是日本男子排球運動員和日本國家男子排球隊成員。2015年於慶應義塾大學畢業後，目前效力日本SV聯賽球隊東京Great Bears （页面存档备份，存于），於2018年至2021年四月擔任日本國家男子排球隊隊長。

## 職業生涯
柳田於小學在雙親的影響下開始打排球。高中就讀東洋高校，並於2010年作為主攻手及隊長奪得第41屆全日本排球高等学校选手权大会（春高）冠軍。 
2011年他以AO入試考取素有「亞洲第一私立學府」的慶應義塾大學，就讀環境與資訊學系。
他於2013年入選日本國家男子排球隊。 2015年大學畢業後將加入日本V聯賽球隊 Suntory Sunbirds，新人賽季獲得「最優秀新人賞」。2016年作為國家隊先發選手出戰2016年里約奧運資格賽，未獲參賽資格。2017年選擇離開日本，成為職業合約型球員旅歐，第一站到德國效力 Volleyball Bisons Buhl，並擔任隊長，被當地媒體與球迷稱作「Hunter Masa」，獲得德國盃2017/18決賽MVP、德甲最佳發球員。
2018年四月，他成為日本國家男子排球隊隊長，並於同年成為亞瑟士的簽約球星。
2018年7月柳田轉投波蘭最高級別的職業排球聯賽PlusLiga加盟球隊Cuprum Lubin，獲得兩次單場MVP、一次最佳球員，2019年在賽季後段因傷退賽，回日本治療。2019年五月宣布再返回德國，效力德甲球隊 United Volleys Frankfurt。2020年為準備東京奧運，返回日本效力出國前的所屬球隊Suntory Sunbirds，獲得2020/2021賽季最佳主攻手，球隊獲得賽季冠軍。
2020年為準備東京奧運，返回日本效力出國前的所屬球隊三得利太陽鳥。
2020年五月，推出 Yanagida Masahiro Academy “Garden” 計畫，在《月バレ》（排球月刊）上每月專欄連載，內容包括排球技巧發球篇、攻擊篇，與西田有志、竹下佳江等人的特別對談等。
2021年開始在朝日新聞連載「自分らしく　柳田将洋の挑戦」（活出自我 柳田將洋的挑戰）專欄，內容為與跨領域職業運動相關人士對談。
2021年初，聯賽進行期間收到國家隊教練中垣內祐一通知，卸下隊長職務，此後因「團隊戰術」為由落選奧運國家隊出賽名單，引發相關人士與粉絲熱議。在奧運結束後，曾和中垣內祐一共同出戰1992年奧運、帶領日本男排打入2008年北京奧運的前國家隊教練植田辰哉便直言：「雖然（柳田、福澤落選）這件事引發了各種意見，但我個人覺得那是錯的⋯⋯尤其柳田選手在2020/2021賽季的表現非常活躍」、「（柳田）光發球就是一大戰力，直到現在，我都覺得要是把他留下了就好了。」
2020/2021在日本V聯賽中，三得利太陽鳥拿下冠軍。2021-2022賽季，也由和去年差不多的隊伍陣容奪下二連霸，並在2022年亞洲男子排球俱樂部錦標賽奪得銀牌，柳田將洋獲得最佳主攻手首位。
2022/2023賽季，柳田離開老東家三得利太陽鳥，加盟捷太格特Stings。
2023/2024賽季，加盟東京Great Bears （页面存档备份，存于）

## 體育成就
國家隊
- 全日本青年代表 - 2009年
  - 2009年：世界青少年男子排球錦標賽 - 第14名
  - 2010年：亞洲青年排球錦標賽 - 第5名
- 全日本代表
  - 2014年：亞洲運動會排球比賽 -  亞軍
  - 2015年：世界排球聯賽 - 第13名
  - 2015年：世界大學運動會排球比賽 - 第6名
  - 2015年：亞洲男子排球錦標賽 -  冠軍
  - 2015年：世界盃排球賽 - 第6名
  - 2016年：里約奧運世界總決賽預選賽及亞洲大陸預選賽 - 第7名
  - 2016年：世界排球聯賽 - 第24名
  - 2017年：世界排球聯賽 - 第14名
  - 2017年：世界男子排球錦標賽亞洲區資格賽 - B組優勝
  - 2017年：亞洲男子排球錦標賽 -  冠軍
  - 2017年：世界大冠軍盃排球賽 - 第5名
  - 2018年：男子排球國家聯賽 - 第12名
  - 2018年：亞洲運動會排球比賽 - 第5名
  - 2018年：世界男子排球錦標賽 - 第17名
  - 2019年：男子排球國家聯賽 - 第10名
  - 2019年：亞洲男子排球錦標賽 -  季軍
  - 2019年：世界盃排球賽 - 第4名
  - 2023年：亞洲運動會排球比賽 -  季軍

俱樂部
- 職業聯賽
  - 2014/15：日本V聯賽 -  亞軍，與三得利太陽鳥
  - 2015/16：日本V聯賽 - 第7名，與三得利太陽鳥
  - 2016/17：日本V聯賽 - 第4名，與三得利太陽鳥
  - 2017/18：德國Bundesliga - 第8名，與Volleyball Bisons Bühl
  - 2018/19：波蘭PlusLiga - 第11名，與Cuprum Lubin（於賽季末段因傷退賽）
  - 2019/20：德國Bundesliga - 第7名，與United Volleys Frankfurt
  - 2020/21：日本V聯賽 -  冠軍，與三得利太陽鳥
  - 2021/22：日本V聯賽 -  冠軍，與三得利太陽鳥
  - 2022年：日本黑鷲旗全日本選拔大會 -   冠軍，與三得利太陽鳥
  - 2022年：天皇杯·皇后杯全日本排球選手權大會 -  冠軍，與捷太格特Stings

- 洲際賽事
  - 2022年： - 亞洲男子排球俱樂部錦標賽 -  亞軍，與三得利太陽鳥

個人獎項
- 2009年： 世界青少年男子排球錦標賽 - 最佳主攻手 Best Spiker[17]
- 2015年：世界大學運動會排球比賽 - 最佳發球選手
- 2015/16：日本V聯賽 - 最優秀新人賞 Rookie of the year [18]
- 2017/18：German Bundesliga  - 最佳發球選手 Best Server[19]
- 2017/18：German Cup  - MVP[19]
- 2020/21：日本V聯賽 - 最佳主攻手[20]
- 2021/22：日本V聯賽 - 最佳主攻手；發球效果率(サーブ効果率)和攻擊率(アタック決定率)為2021-2022賽季聯賽中日本人最佳
- 2022年：日本黑鷲旗全日本選拔大會 - 最佳主攻手
- 2022年：亞洲男子排球俱樂部錦標賽 - 最佳主攻手(The Best 1st Outside Hitter)
- 2022年：天皇杯·皇后杯全日本排球選手權大會 - MVP(The Most Value Player)

## 體育貢獻
國家機構
- JVA運動員委員會主席
- JVA理事（～2027/6）

國際機構
- FIVB運動員委員會委員（2024～2028）

## 個人生活
2021年9月24日於社交軟體上宣布已結婚。

## 外部連結
- 柳田將洋的X（前Twitter）
- 柳田 将洋さん的Instagram帳戶
- 柳田 将洋 - Amuse 官方網站 （页面存档备份，存于）
- 柳田将洋 官方網站  - YANAGIDA MASAHIRO SUPPORTERS CLUB （页面存档备份，存于） (2007/09/01開設)
- 「マサブログ」 （页面存档备份，存于）- 柳田将洋 blog（Suntory Sunbirds）
- Cuprum Lubin （页面存档备份，存于）
- United Volleys Frankfurt （页面存档备份，存于）
- 柳田将洋 映像配信サービス「The Moment」 （页面存档备份，存于）
- 朝日新聞「未来筆記―給２０２Ｘ的你―」 （页面存档备份，存于）
- V聯賽全明星賽投票結果，捷太格特柳田的得票最多  （页面存档备份，存于）
- 捷太格特時隔兩年奪冠柳田獲全日本錦標賽/排球MVP  （页面存档备份，存于）